# スターフェリー
スターフェリー（広東語：天星小輪、英語：Star Ferry）は、香港のヴィクトリア・ハーバーで運航されているフェリーである。

## 概要
香港の中心に位置するヴィクトリア・ハーバーの両岸、尖沙咀-中環、尖沙咀-湾仔間を運航するフェリーで、現在は前記の4つのルートと観光客用の周遊ルートを9隻のフェリーによって運航している。その便利なルート設定と安価な運賃により、香港住人や世界中から訪れる観光客の足として親しまれ、年間で約26,000,000人の乗客を運んでいる。

## 歴史

### 運航開始

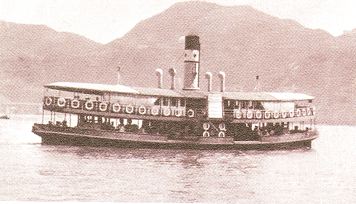
1900年代のスターフェリー

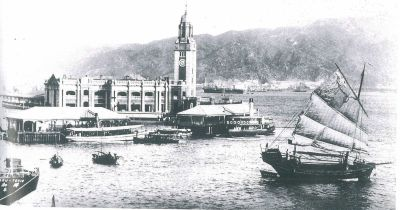
尖沙咀の初代スターフェリー・ピア（1920年代）

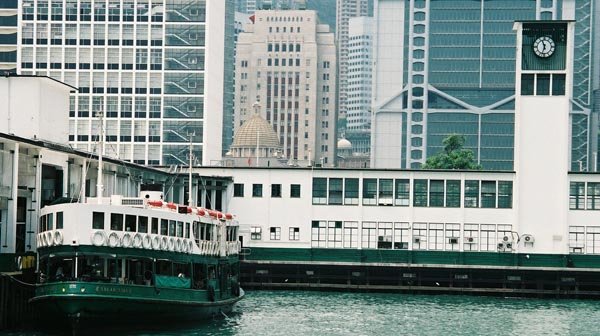
中環の旧スターフェリー・ピア

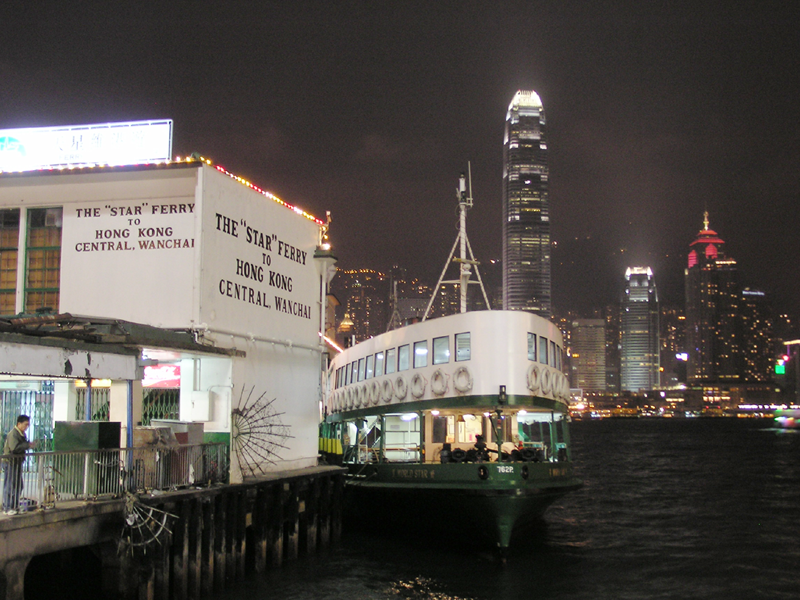
尖沙咀のスターフェリー・ピア

1888年に設立された「カオルーン・フェリー・カンパニー」によって、イギリスの植民地であった香港島と、中国大陸側の九龍の間を繋ぐ公共交通手段として運航を開始した。なおこの区間は、それまではいくつかの小規模な船主により、ばらばらに小型の連絡船が運航されていた。
その後の「阿片戦争」の終結とその後の南京条約の締結を受けて、イギリスと清の間で、九龍以北、深圳河以南の新九龍及び新界地域の租借が締結された後の1898年に、イギリス系企業である「スター・フェリー」社によって会社そのものが引き継がれることとなった。
その後1906年には、九龍のソールズベリー・ロードにスターフェリー専用のピア（埠頭）が作られた。またその後所有する船舶を増やし、運航ルートも増やしていくこととなった。

### 香港史への影響
その後、第二次世界大戦中の1941年12月に日本軍が香港のイギリス軍と戦闘状態になり、その後日本軍がイギリス軍を放逐して香港を占領下に置いた間には、44ヶ月運航を停止した。
その後1945年8月、日本がイギリスを含む連合国との戦いに敗北し、香港が再びイギリスによる植民地支配下に戻ると、1946年から運航を再開した。
1966年には、運賃を5セントから10セントに値上げすることを発表した際の、香港住民らによる値上げ反対デモをに乗じて、当時文化大革命直前で荒れていた中国共産党系住人らが中国共産党政府の指示による反英暴動を起こし、香港中の交通が麻痺するなど、その存在は香港の歴史にも大きな影響を与えている。

### ライバル出現
その後の1972年のヴィクトリア・ハーバーの両サイドを結ぶ海底自動車トンネルの開通により、バスやタクシー等の車により香港島への往来が便利になったため、乗降客数が減ることとなった。
さらにその後1980年2月12日に、地下鉄荃湾線の尖沙咀駅-金鐘駅間が開通したことや、1989年に2本目の自動車トンネルが開通したことで、ヴィクトリア・ハーバーの両サイドを結ぶ交通手段の主役の座からは降りることとなった。
しかし、1997年のイギリスから中華人民共和国への租借地の返還と割譲地域の譲渡などの100年以上に渡る歴史を経て、香港の重要な交通基盤として、そして重要な観光資源の1つとして君臨し続けている。

### 現在
2006年には、長年使用されてきた中環のフェリー・ピアが自動車専用道路建設に伴う区画整理に伴い移設したことで、49年間の間使用されてきた旧ピアの時計台が取り壊されたが、「歴史的建造物である時計台を保存すべきだ」として取り壊しに反対する市民運動家が反対運動を行っていた。しかし、旧ピア及び時計台が撤去された上に、IFC（国際金融中心）脇の、これまでより数百メートルほど沖合に埋め立てられた地に新築されたフェリー・ピアに移転させられた。
尖沙咀、中環、湾仔のフェリー・ピアには、バス停やタクシー乗り場、売店、ATM、お土産屋などが設けられており、香港の交通の要となっている。

## 運航

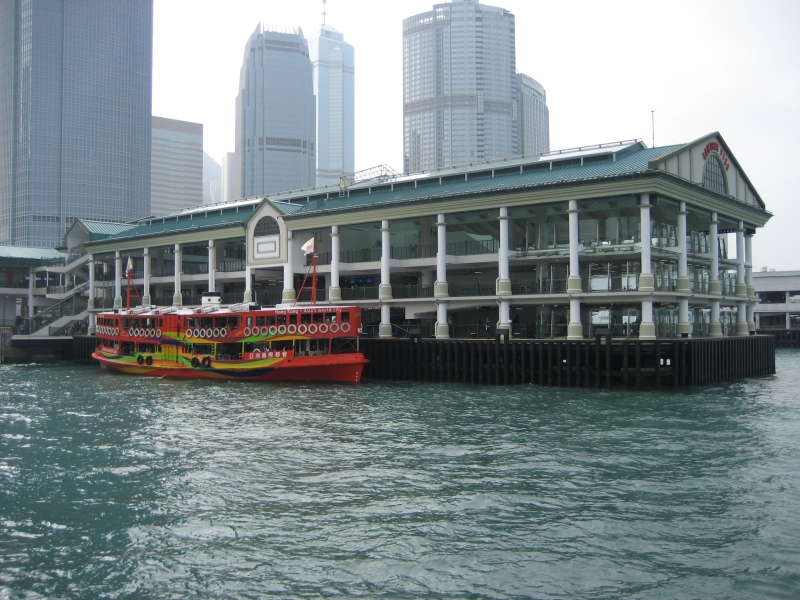
中環の新スターフェリー・ピア

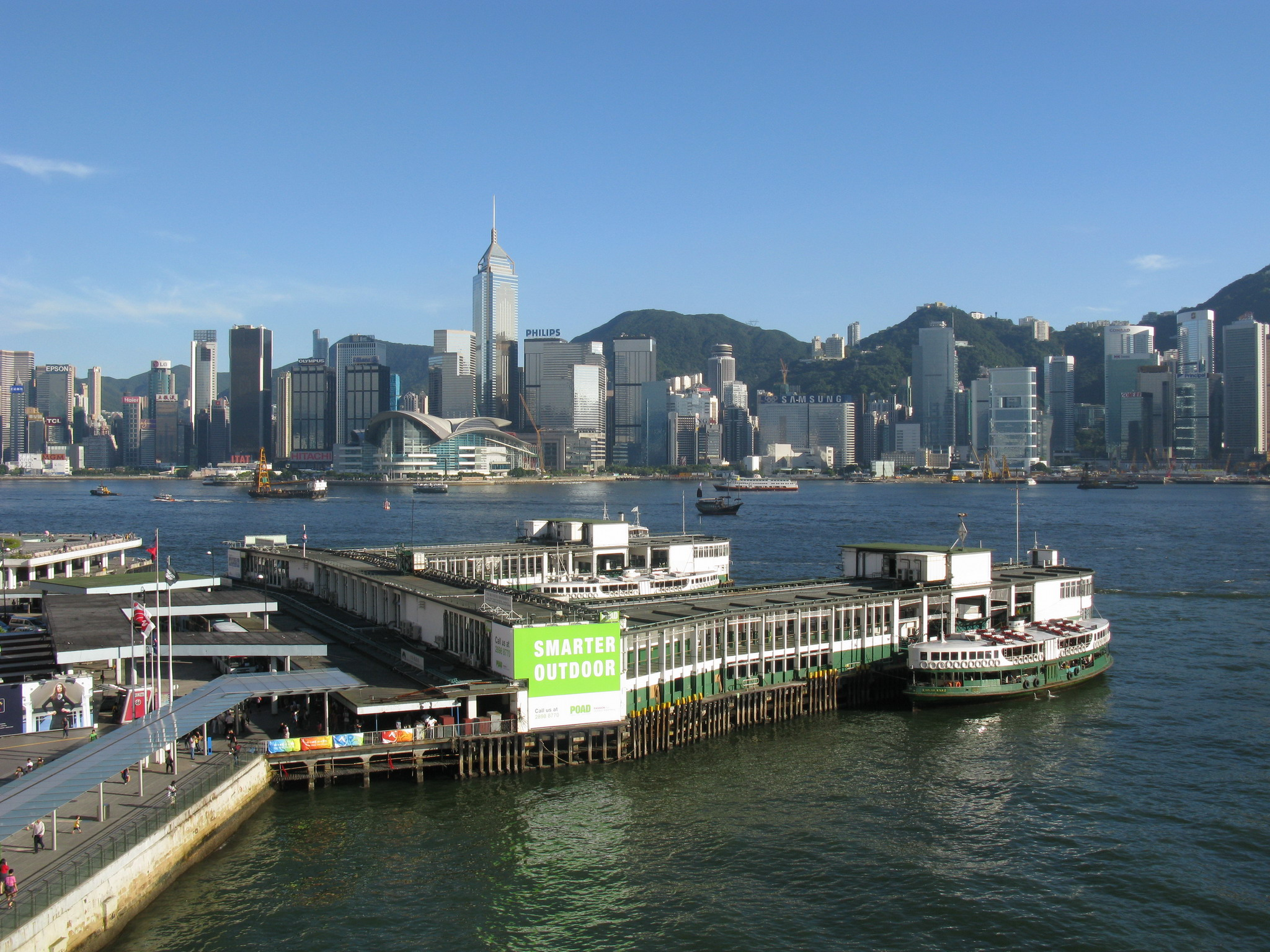
尖沙咀のフェリー・ピア

安価で運航間隔が短い上、いずれの発着地点もMTRや路線バス、路面電車などの他の公共交通手段とのアクセスが良好であるため、観光目的だけでなく地元住人の日常の移動に利用されている。

### 運賃
（2021年2月9日現在。通貨はいずれも香港ドル）
- 尖沙咀-中環：平日上層-3ドル20セント、下層-2ドル60セント/土曜．休日上層-4ドル20セント、下層-3ドル60セント
- 尖沙咀-湾仔：平日上層のみ3ドル20セント/土曜．休日4ドル20セント

身体障害者割引や高齢者割引（香港住民の高齢者のみ無料）、子供割引運賃がある他、定期券(160ドル)もある。普通料金及び子供割引料金の場合、自動販売機でトークンを購入する必要がある。なお、香港の公共交通機関で使えるプリペイドカードである「八達通（オクトパス・カード）」の使用も可能。また、1隻丸ごとの貸切も可能である。

### 運航時間
（2012年2月現在。）
- 尖沙咀 → 中環：終日6時30分-23時30分(6-12分程度間隔で運航)

- 中環 → 尖沙咀：終日6時30分-23時30分(6-12分程度間隔で運航)

- 尖沙咀 → 湾仔：平日7時20分-22時50分 / 日曜．休日7時30分-22時50分(8-20分程度間隔で運航)

- 湾仔 → 尖沙咀：平日7時30分-23時00分 / 日曜．休日7時40分-22時50分(8-20分程度間隔で運航)

### 過去の運航路線
2011年3月31日まで、以下の航路が存在していたが、利用客数が少なく、累積赤字が1千万香港ドルに達した為、運航免許切れとともに運航を停止した。
- 湾仔 → 紅磡：平日7時08分-20時10分 / 日曜．休日7時08分-19時10分(15-22分程度間隔で運航)

- 紅磡 → 湾仔：平日6時56分-19時56分 / 日曜．休日6時56分-19時00分(15-22分程度間隔で運航)

- 中環 → 紅磡：平日7時18分-20時00分 / 日曜．休日7時18分-19時00分(20-22分程度間隔で運航)

- 紅磡 → 中環：平日7時00分-19時40分 / 日曜．休日7時00分-19時00分(20分程度間隔で運航)

## 船
現在は9隻が所属している（別にタグボート1隻も所有している）。イギリスのクロスレー社製造のエンジンに、それぞれ2層式の客室を持つほぼ同型の船体である。輝星號は、1等船室の一部をオープンデッキに改装しており、ヴィクトリア・ハーバー内の遊覧用に使用されている。
1989年に就航した2隻は、船体の大きさ（576席に対して762席）や1等船室に冷房が有るなどの違いがあったが、2011年に紅磡発着の航路が運行停止した際に、1956年就航の最古参の船とともに係船された。
また船名には、開業時に就航した2隻（晨星號と夜星號）より、必ず「星」「Star」の文字が入る伝統を受け継いでいる。
現在の所属船
1958年就航
- Meridian Star (午星號)
- Solar Star (日星號)

1959年就航
- Nothern Star (北星號)

1963年就航

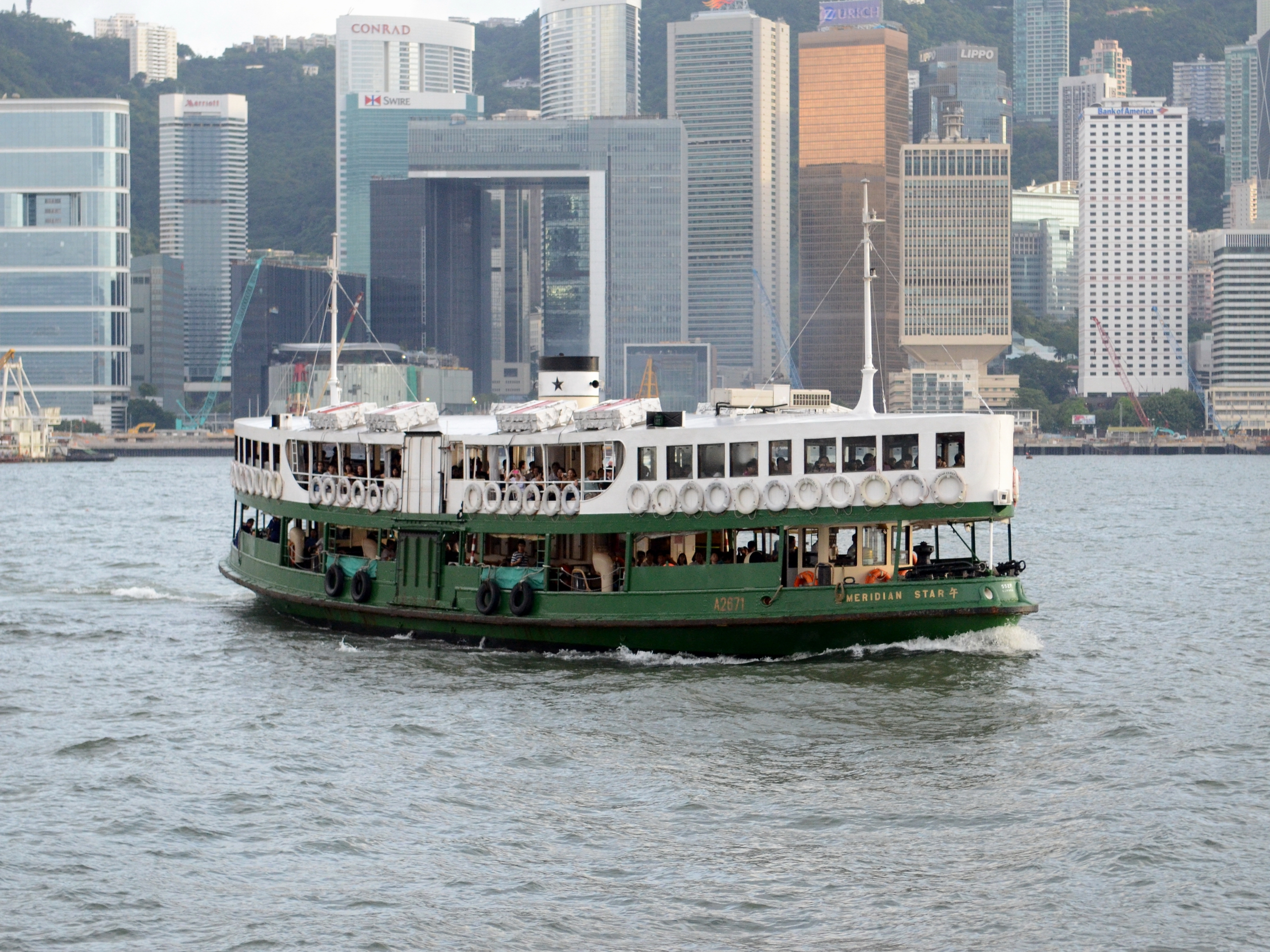
午星號

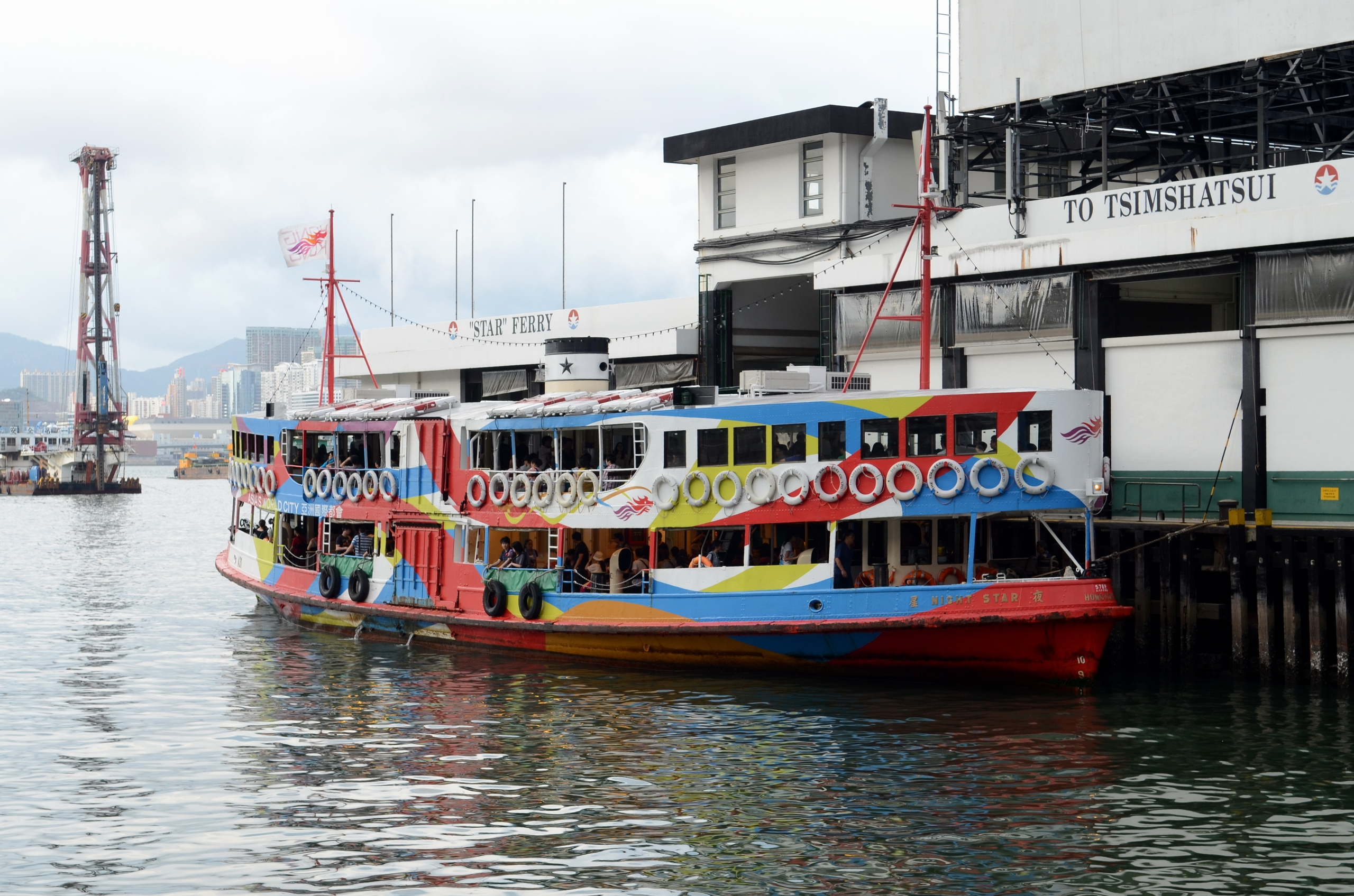
夜星號

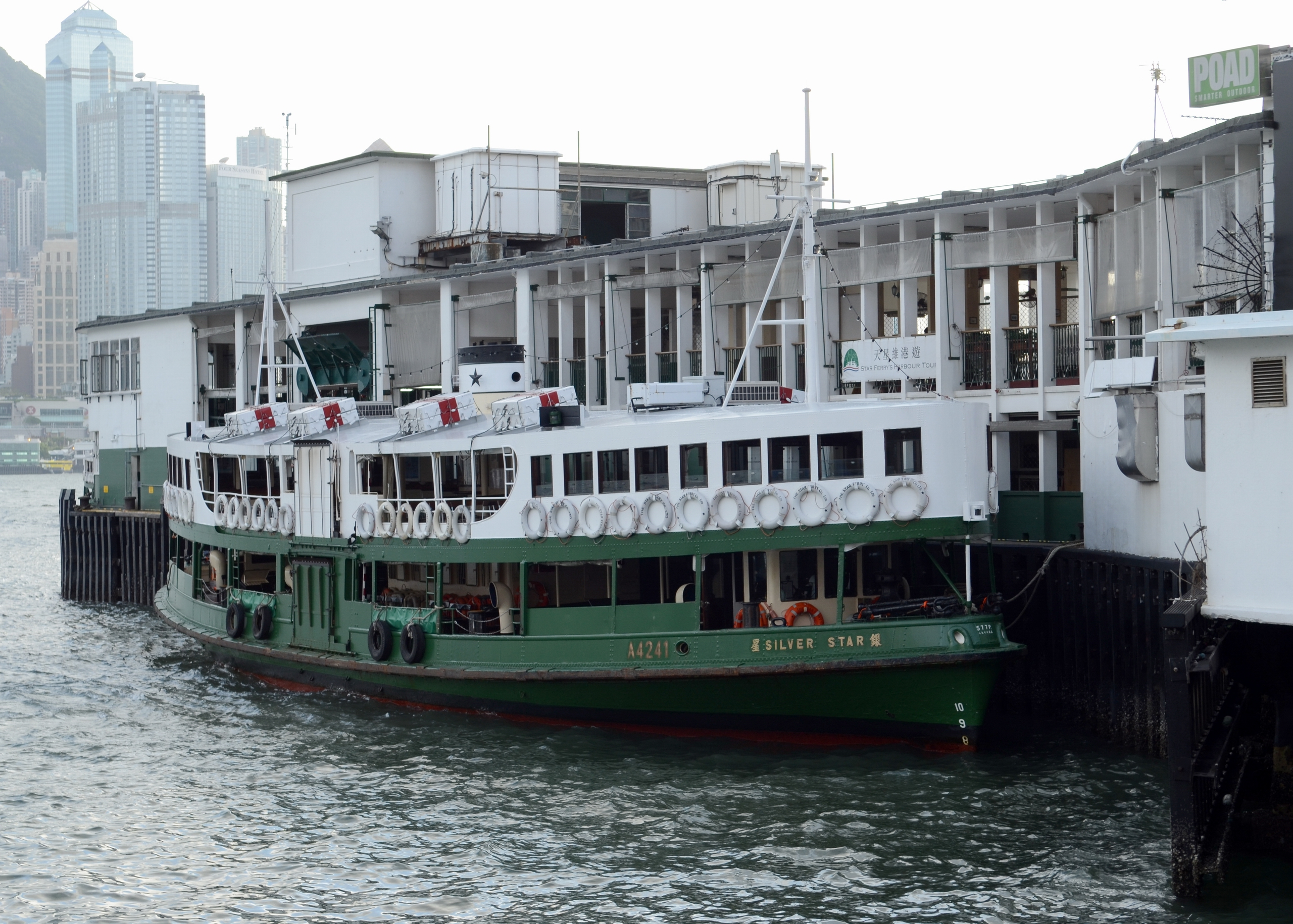
銀星號

- Night Star (夜星號)－香港政府観光局の特別塗装船

1964年就航
- Day Star (晨星號)
- Shining Star (輝星號)
- Twinkling Star (熒星號)

1965年就航
- Morning Star (曉星號)－香港政府観光局の特別塗装船
- Silver Star (銀星號)

過去の所属船
2011年まで運行
1956年就航
- Celestial Star (天星號)

1989年就航
- Golden Star (金星號)－ 売却済
- World Star (世星號)

その他の所属船
- Glowing Star (耀星號・1～2代)
- Electric Star (電星號)
- Oriental Star (東星號)
- Evening Star (晩星號)
- Polar Star (極星號)
- Meridian Star (午星號・初代)
- Morning Star (暁星號・1～4代)
- Night Star (夜星號・1～2代)
- Northan Star (北星號・1～2代)
- Solar Star (日星號・初代)
- Golden Star (金星號・初代)
- Rising Star (高星號)
- Guiding Star (導星號)
- Electric Star (電星號)
- Lady Star (后星號)
- Dragon Star (龍星號)
- Neptune Star (海王星號)

## 天星維港遊

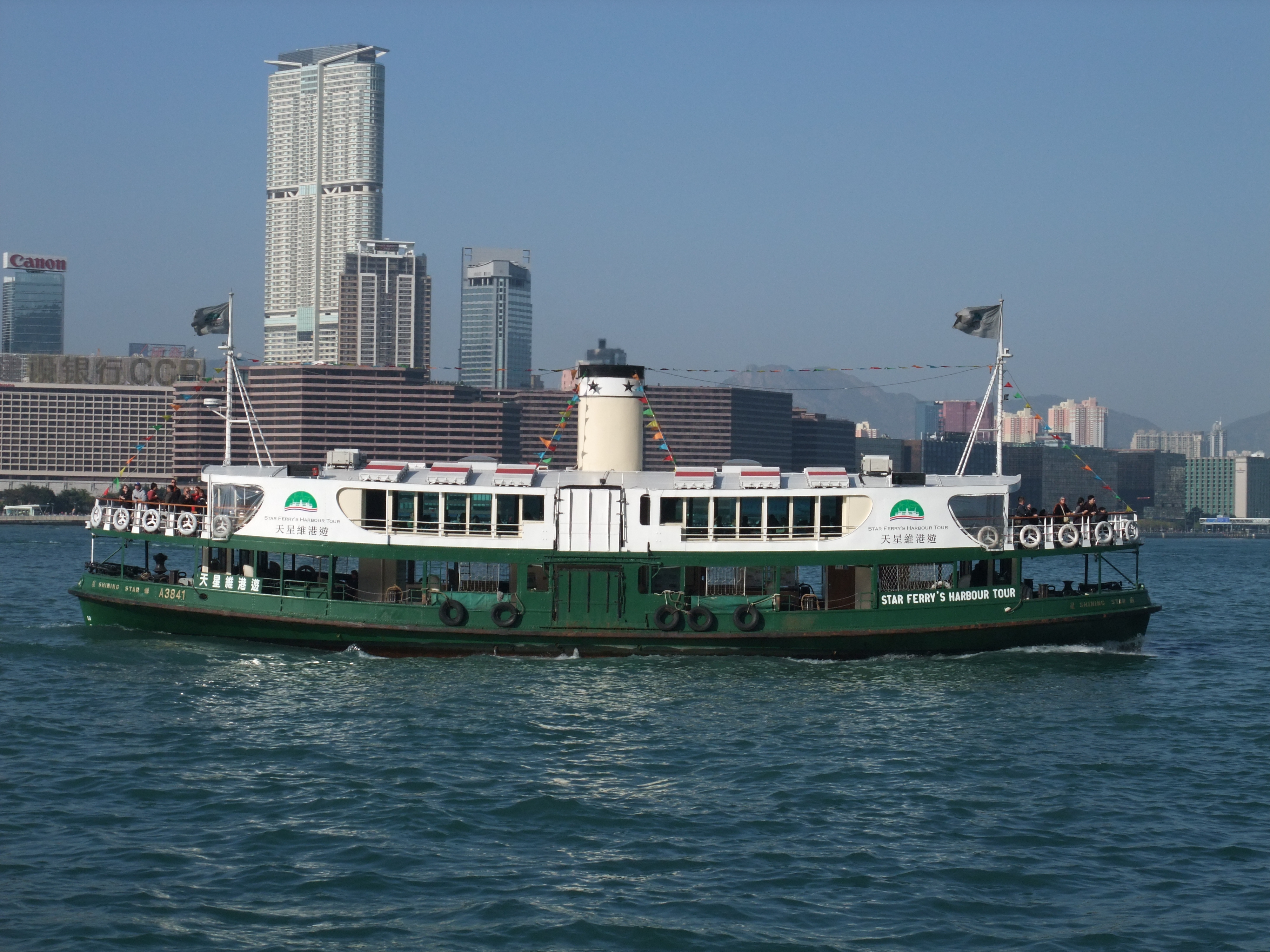
輝星

内装を1920年代の客船風に改装した専用フェリー「輝星輪（Shining Star）」による、ヴィクトリア・ハーバー周遊ツアー「天星維港遊（スターフェリー・ハーバー・ツアー）」も運航されている。

### 運航ルート
- 尖沙咀-中環-湾仔-紅磡（周遊）